# Giovanni Sani
Giovanni Sani (Florència, 1852 - Florència, febrer de 1899) fou un tenor italià.
Amb una veu potent i extensa, amb ampli fraseig i estil, va cantar als principals teatres d'Itàlia fins al voltant de 1893. La Temporada 1878-1879 va cantar al Gran Teatre del Liceu de Barcelona.